# WaveMaker
WaveMaker (früher bekannt als ActiveGrid) ist eine freie Entwicklungsplattform, die viele Schritte der Entwicklung von Ajax-Webanwendungen automatisiert. WaveMaker ist selbst in Java und JavaScript geschrieben und steht als freie Software unter der AGPL auch im Quelltext zum Herunterladen bereit, es können jedoch auch gehostete Versionen gemietet werden, die auf virtuellen Servern von Amazon (der sogenannten Amazon Elastic Compute Cloud, EC2) laufen.
WaveMaker ermöglicht Webentwicklern, Ajax-Anwendungen zu erstellen. Das WaveMaker-Framework selbst hat Spring, ACEGI, Dojo Toolkit, LDAP, Active Directory und POJOs integriert. Ebenfalls enthält es Visual Ajax Studio 4.0 für die RIA-Entwicklung und WaveMaker Rapid Deployment Server für Java-Anwendungen.
Anwendungen, die mit der WaveMaker Community Edition erzeugt wurden, stehen unter der Apache-Lizenz. Eine kommerzielle Lizenz mit zusätzlichen Sicherheitsmöglichkeiten ist ebenfalls erhältlich.
WaveMaker-Anwendungen werden mit Hilfe des WaveMaker-Studios erstellt, ein WYSIWYG-Editor, der im Browser läuft und die Entwicklung von Webanwendungen per Drag and Drop ermöglicht, die einer Model-View-Controller-Architektur folgen. WaveMaker unterstützt RAD, ähnlich wie Microsoft Access, PowerBuilder und Lotus Notes.
WaveMaker-Anwendungen laufen auf einem Standard-Java-Server, basierend auf Apache Tomcat, Dojo Toolkit, Spring und Hibernate.
Dank der Realisierung der Software in der plattformunabhängigen Programmiersprache Java läuft sie auf allen Plattformen, die von der entsprechenden Laufzeitumgebung unterstützt werden. Vorgefertigte Installationspakete werden für Windows, Linux und macOS angeboten.
WaveMaker wurde im März 2011 von SpringSource übernommen, einer Abteilung der Firma VMware. Es wird weiterhin sowohl die freie Open-Source-Community-Variante geben, als auch die Enterprise Edition für die kommerzielle Nutzung.
Seit 27. Juni 2011, wurde mit der Version 6.3.2 GA die Enterprise und Community Version zusammengeführt und als Open Source veröffentlicht.
Eine der wichtigsten Neuerungen der Version 6.5.0, ist der Mobile Support. Die erstellte Anwendung läuft dadurch auf Desktop, Phone und Tablet Systemen.